# Javier Frana
Javier Frana (n. 25 decembrie 1966, Rafaela⁠(d), Provincia Santa Fe, Argentina) este un jucător de tenis argentinian, medaliat olimpic. A participat la 3 ediții ale Jocurilor Olimpice (1988, 1992, 1996) în care a câștigat o medalie de bronz.